# رأس الغول
رأس الغول في الفلك ويسمى (بالإنجليزية: Algol)‏ نقلا عن العربية . وهو نجم متغير ينتمي إلى كوكبة حامل رأس الغول ، وثاني أكثر نجوم هذه الكوكبة تألقا . وهو نوع من النجوم المزدوجة التي تُدعى الثنائي الكسوفي . ويتكون الثنائي الكسوفي من نجمين يدور كل منهما حول الآخر فيحجب إحداهما ضوء الآخر من حين إلى آخر . هذا يؤدي إلى انخفاض تألق نظام النجم المزدوج عندما نراه من الأرض ، ويتغير تألق نظام رأس الغول كل يومين و 21 ساعة. يبعد رأس الغول عنا 92,8 سنة ضوئية وهو أحد أعضاء مجرتنا، مجرة درب التبانة.

## نظام مزدوج متغير

تمثيل الخسوف لنجمين والمنحنى الضوئي لهما (أسفل).

ينشأ التغير في قدره الظاهري عندما يغطي النجم الكبير الأقل تألقا قرينه النجم الصغير الأزرق الأشد تأقلا (خسوف) بالنسبة للأرض . وبين تتابع نهايتين سفليتن يضعف فيهما تألق النجمان تأتي مرحلة يزداد فيها التألق عندما يكون النجم الأزرق الأشد تألقا في اتجاه الأرض . وبالاعتماد على المنحني الضوئي لرأس الغول فيصنف نظامه طبقا لنظام متغير كسوفي.
وقد اكتشف العالم الفلكي جيمينيانو مونتانار تغير تألق راس الغول في عام 1669 ،كما قام جون جودريك عام 1783 بتعيين دورته . واستطاع جودريك تفسير تغير تألق رأس الغول بأنه بسبب تغطية النجم المتألق بواسطة قرينه . وكان تغير تألق رأس الغول معروف عند العرب .

## صفاته

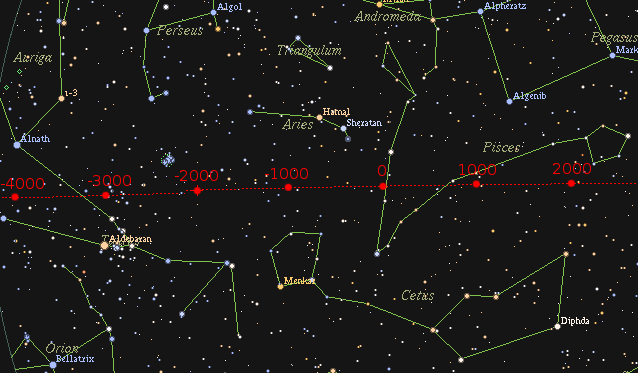
رأس الغول أعلى الخريطة وإلى يمينه المرأة المسلسلة ، ويُرى في وسط اليسار الدبران.

يتغير تألق نظام رأس الغول بين القدر الظاهري 3و2 و 5و3 . واتضح بالبحث الدقيق في العصر الحديث أن نظامه يتكون من ثلاثة نجوم وليست نجمين فقط . أحدهم عملاق أزرق متألق من التصنيف النجمي ب8 يبلغ ضياءى أشد 100 مرة من ضياء الشمس ، ونجم آخر أقل ضياء بلون أحمر مصفر من التصيف كي2 ، يبعدان نحو 06و0 وحدة فلكية عن بعضهما ويدوران حول بعضهما البعض . كما يوجد على بُعد 2,69 وحدة فلكية من هذين النجمين نجم ثالث يدور حولهما خلال دورة 681 يوم .
صفات الثلاثة نجوم :
(بالمقارنة بمقاييس الشمس )
- الكتلة = 3,59 
 0,79 
 1,67
- نصف القطر = 2,3 
 3,0 
 0,9
- شدة الضياء = 98 
 3,4 
 4,1
- معدنية (فلك) =
- درجة حرارة السطح = 12.000 كلفن 
 كلفن 4.500 
 كلفن 8.500 كلفن
- الدوران حول المحور =
- العمر = 300 مليون سنة

## اقرأ أيضا
- منكب الجوزاء
- الجبار (كوكبة)
- نطاق الجبار
- مسدس الشتاء
- النظام (الجبار)
- نجم المليك
- رأس التوأم المؤخر
- المرزم (نجم)
- قائمة أسماء النجوم العربية

## وصلات خارجية
- "HD 19356 -- Eclipsing Binary of Algol type". SIMBAD. مؤرشف من الأصل في 2020-01-24. اطلع عليه بتاريخ 2006-07-31.
- "Algol 3". SolStation. مؤرشف من الأصل في 2018-08-18. اطلع عليه بتاريخ 2006-07-31.
- "4C02517". ARICNS. 4 مارس 1998. مؤرشف من الأصل في 2006-02-10. اطلع عليه بتاريخ 2006-07-31.
- "Algol". Alcyone ephemeris. مؤرشف من الأصل في 2018-07-02. اطلع عليه بتاريخ 2006-06-08.
- Bezza, Giuseppe [translated by Daria Dudziak]. "Al-ghûl, the ogre". Cielo e Terra. مؤرشف من الأصل في 2006-06-20. اطلع عليه بتاريخ 2006-06-08.

- Did the ancient egyptians record the period of the eclipsing binary Algol - the Raging one? (أرخايف:1204.6206)